# Parisis
Parisis Verrill, 1864 è un genere di octocoralli dell'ordine Alcyonacea. È l'unico genere della famiglia Parisididae.

## Descrizione
Parisididae è una famiglia monogenerica di gorgonie con un asse di nodi flessibili (scleriti liberi incorporati nella gorgonina) che si alternano a internodi rigidi formati da scleriti tubercolati fusi con calcite. La costruzione dell'asse è simile a quella dei Melithaeidae, la forma delle scleriti nei nodi e negli internodi è diversa. La famiglia non è stata oggetto di un'analisi filogenetica.

## Tassonomia
Il genere è composto dalle seguenti specie:
- Parisis australis Wright & studer, 1889
- Parisis fruticosa Verrill, 1864
- Parisis laxa Verrill, 1865
- Parisis minor Wright & Studer, 1889
- Parisis poindimia Grasshoff, 1999